# Themistoklis Sophoulis

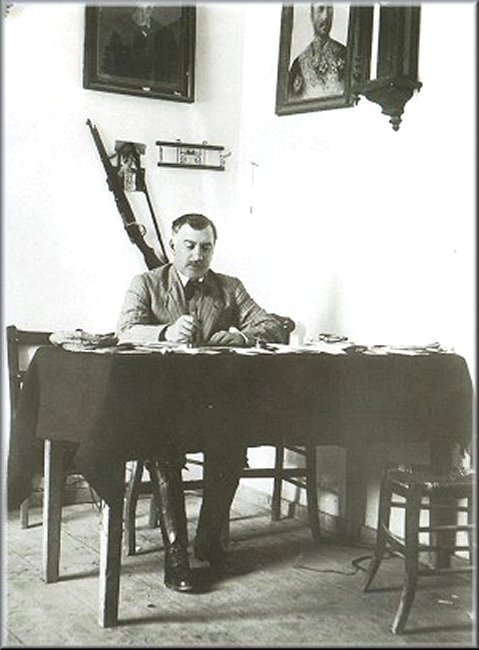
Themistoklis Sophoulis in 1912.

Themistoklis Sophoulis (Grieks: Θεμιστοκλής Σοφούλης) (Vathy, 1860 - Kifisia, 24 juni 1949) was een prominent Grieks politicus die op zeer hoge leeftijd premier van het land werd.

## Levensloop

### Studies en werk als archeoloog
Sophoulis studeerde filosofie aan de Universiteit van Athene en later in Duitsland, waar hij zich specialiseerde in archeologie. Als archeoloog publiceerde hij enkele inzichtelijke verslagen en nam hij actief deel aan verschillende graafwerken in Griekenland.

### Actief in de politiek van Samos
In 1900 zette Sophoulis zijn werk als archeoloog stop wanneer hij verkozen werd in het parlement van Samos. In dit parlement leidde hij zijn eigen radicale fractie. In 1902 werd hij verkozen als voorzitter van dit parlement en was daarmee in feite de premier van Samos.
Zijn pro-Griekse standpunten zorgden voor grote spanningen in Samos. Toen in 1908 de prins van het eiland een Turkse interventie vroeg, moest Sophoulis naar het Griekse vasteland vertrekken. Tijdens de Eerste Balkanoorlog landde hij terug in Samos met enkele medeballingen. Al gauw was heel het eiland onder controle van hen. Het Ottomaanse leger vluchtte naar Anatolië en het parlement van het eiland verklaarde in november 1912 dat Samos zich met Griekenland zou verenigen.

### Actief in de Griekse politiek
De vereniging van Samos met Griekenland vond officieel plaats op 2 juli 1913. Nadien leidde Sophoulis voor een tijdje een voorlopige regering van Samos tot in april 1914, toen hij gouverneur-generaal van Macedonië werd. Als gouverneur-generaal verbleef hij in Thessaloniki.
Hij bleef gouverneur-generaal tot in april 1915, toen hij ontslag nam uit solidariteit met Eleftherios Venizelos, die ontslag moest nemen als premier van Griekenland na een bitter dispuut met koning Constantijn.
Sophoulis werd bij de parlementsverkiezingen in mei 1915 verkozen in het Parlement van Griekenland. Hij was van 1916 tot 1917 tevens minister van Binnenlandse Zaken van de Regering van Nationale Verdediging van Eleftherios Venizelos die zetelde in Thessaloniki tijdens het Nationale Schisma. Nadat koning Constantijn in 1917 uiteindelijk verbannen werd, keerde de regering terug naar Athene en werd Sophoulis verkozen als voorzitter van het Griekse Parlement. Hij oefende dit mandaat uit tot in 1920.

### Leider van de Liberale Partij
Nadat Eleftherios Venizelos in 1920 Griekenland verliet, werd Sophoulis de nieuwe leider van de Liberale Partij. Van 25 juli tot 27 november 1924 was hij voor een eerste keer premier van Griekenland.
In 1926 werd hij terug parlementsvoorzitter na de afzetting van dictator Theodoros Pangalos tot 1928. In dat jaar werd hij minister van Defensie in de regering van de inmiddels terugkeerde Eleftherios Venizelos tot in 1930. In 1930 begon Sophoulis aan zijn derde mandaat van parlementsvoorzitter tot in 1933, toen de Volkspartij van Panagis Tsaldaris de verkiezingen won.
Na het aftreden van Tsaldaris en het herstel van de monarchie werd hij op 16 maart 1936 opnieuw verkozen tot parlementsvoorzitter. Deze keer oefende hij het mandaat uit tot het begin van de dictatuur van Ioannis Metaxas later dat jaar.
Tijdens de dictatuur van Metaxas waarschuwde Sophoulis in april 1939 koning George II, omdat hij vond dat Metaxas te veel naar fascisme neigde. Tijdens de bezetting van Griekenland in de Tweede Wereldoorlog hield hij contact met de geallieerde troepen in het Midden-Oosten en weigerde hij met het Nationale Bevrijdingsfront mee te werken. Nadat Sophoulis opriep om na de Bevrijding een communistische regering te vormen, werd hij in april 1944 opgepakt door de Duitsers en naar het concentratiekamp in Chaïdari gebracht. Hij overleefde ondanks zijn hoge leeftijd het concentratiekamp en werd in oktober 1944 door de geallieerden bevrijd.
Na de Tweede Wereldoorlog leidde Sophoulis van 22 november 1945 tot 4 april 1946 voor de tweede maal een regering. Nadat de Liberale Partij bij de verkiezingen van 1946 een nederlaag leed, moest hij het premierschap afstaan aan Konstantinos Tsaldaris van de Volkspartij. Zijn inspanningen om de Griekse Burgeroorlog te vermijden werden tegenhouden door de Volkspartij. Ondanks de slechte relatie tussen de Liberale Partij en de Volkspartij leidde hij vanaf 7 september 1947 een regering met deze twee partijen. Hij bleef premier tot aan zijn overlijden kort voor het einde van de Griekse Burgeroorlog.
Sophoulis overleed op 24 juni 1949 op 89-jarige leeftijd.
- Bibliothèque nationale de France: cb10635675k (data)
- Gemeinsame Normdatei: 1050519140
- International Standard Name Identifier: 0000 0001 1774 0708
- Library of Congress Control Number: no2010127462
- National Archives and Records Administration: 10596470
- Système universitaire de documentation: 124198473
- Virtual International Authority File: 89547667
- WorldCat: E39PBJjxtY8F6WxMcFB9k3KWXd